# Modun Shuiku
Modun Shuiku (kinesiska: 磨墩水库) är en reservoar i Kina. Den ligger i provinsen Anhui, i den östra delen av landet, omkring 45 kilometer sydväst om provinshuvudstaden Hefei. Trakten runt Modun Shuiku består till största delen av jordbruksmark.
Genomsnittlig årsnederbörd är 1 332 millimeter. Den regnigaste månaden är juli, med i genomsnitt 232 mm nederbörd, och den torraste är december, med 36 mm nederbörd.